# Herb Wielunia
Herb Wielunia – jeden z symboli miasta Wieluń i gminy Wieluń w postaci herbu.

## Wygląd i symbolika

Dawny herb Wielunia

Herb przedstawia w polu czerwonym wieżę srebrną z oknem czarnym, z trzema blankami i daszkiem błękitnym, zwieńczonym kulą złotą.

## Historia
Najstarszy znany emblemat Wielunia widnieje na denarach wieluńskich Władysława Opolczyka i przedstawia wieżę obronną, symbolizującą Bramę Krakowską w Wieluniu. Pojawia się on na zachowanych średniowiecznych (i późniejszych) odciskach pieczęci miejskich, używanych od połowy XIV do połowy XIX wieku. Herb ten zniesiono oficjalnie w 1811. W 1845 reaktywowano używanie w Królestwie Polskim herbów miast. Przyjęto wtedy nowy herb z murem warownym wzmocnionym trzema basztami i półotwartą furtą pod centralną wieżą. Dawny herb przywrócono w 1990.